# Acroloxus egirdirensis
Acroloxus egirdirensis is een slakkensoort uit de familie van de Acroloxidae. De wetenschappelijke naam van de soort is voor het eerst geldig gepubliceerd in 2012 door Shirokaya, Kebapçi, Hauffe & Albrecht.